# Comuna Breznița-Motru, Mehedinți
Breznița-Motru este o comună în județul Mehedinți, Oltenia, România, formată din satele Breznița-Motru (reședința), Cosovăț, Deleni, Făuroaia, Plai, Tălăpanu și Valea Teiului.

## Demografie
Componența etnică a comunei Breznița-Motru
     Români (90,48%)
     Alte etnii (0%)
     Necunoscută (9,52%)
Componența confesională a comunei Breznița-Motru
     Ortodocși (90,04%)
     Alte religii (0,26%)
     Necunoscută (9,7%)
Conform recensământului efectuat în 2021, populația comunei Breznița-Motru se ridică la 1.155 de locuitori, în scădere față de recensământul anterior din 2011, când fuseseră înregistrați 1.520 de locuitori. Majoritatea locuitorilor sunt români (90,48%), iar pentru 9,52% nu se cunoaște apartenența etnică. Din punct de vedere confesional, majoritatea locuitorilor sunt ortodocși (90,04%), iar pentru 9,7% nu se cunoaște apartenența confesională.

## Politică și administrație
Comuna Breznița-Motru este administrată de un primar și un consiliu local compus din 9 consilieri. Primarul, Cornel Dăogaru[*], de la Partidul Social Democrat, este în funcție din 2008. Începând cu alegerile locale din 2024, consiliul local are următoarea componență pe partide politice:
|  | Partid                          | Consilieri | Componența Consiliului | Componența Consiliului | Componența Consiliului | Componența Consiliului | Componența Consiliului |
|  | ------------------------------- | ---------- | ---------------------- | ---------------------- | ---------------------- | ---------------------- | ---------------------- |
|  | Partidul Social Democrat        | 5          |                        |                        |                        |                        |                        |
|  | Partidul Național Liberal       | 3          |                        |                        |                        |                        |                        |
|  | Alianța pentru Unirea Românilor | 1          |                        |                        |                        |                        |                        |